# هابو (مدينة)

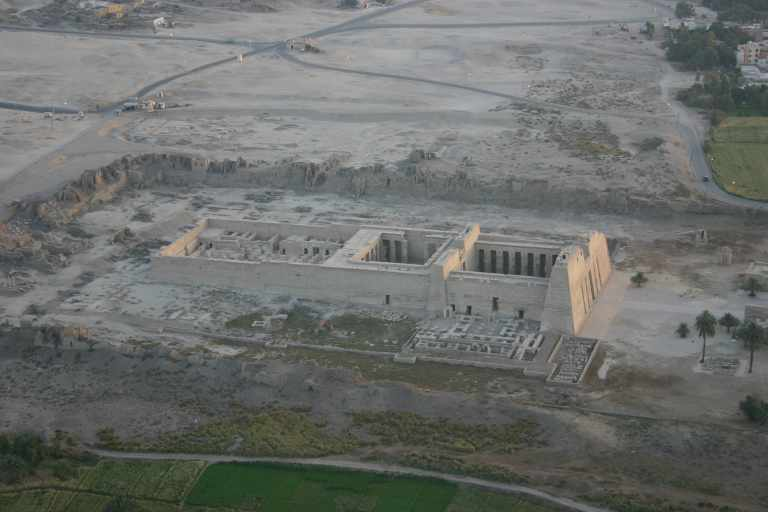
مدينة هابو من الجو

مدينة هابو منطقه اثرية تقع جنوب جبانة طيبة، على الضفة الغربية لنهر النيل، تضم العديد من الآثار الهامة. وأهم اثارها معبد رمسيس الثالث الذي يعد من أعظم معابد الأسرة العشرون. زخر محيط مدينة هابو بالعديد من الصروح ولكن أشهرها على الإطلاق وأكثرها تمتعًا بالدراسة هو المعبد الجنازيُّ لرمسيس الثالث. وهو أيضًا واحد من أفضل المعابد حفظًا في مصر وقد عُرف في مصر القديمة بقصر «ملايين السنين لملك مصر العليا والسفلى» «وسر ماعت رع مري أمون» في رحاب آمون بغرب طيبة.

## مكانتها التاريخية
لمنطقة هــــابو قدسية خاصة لدى المصريين القدمــــاء لاعتقادهم بأن آلهة الخلق الثمانية طبقا لمذهب الأشمونين قد حط بها الترحال هنا في هذه المنطقة التي عليها المعبد. يطلق على هذا المعبد باللغة المصرية القديمة اسم «حت خنمت حح» ربما بمعنى «معبد المتحد مع الأبدية» ويقـــع هذا المعبد في أقصى الجنوب من مجموعة معابد تخليد ذكرى الفراعنة المشيدة على حافة الصحراء بالقرب من الأراضى المزروعة في غرب طيبة، ويبدو ان رمسيس الثالث قد امر بتشيده في منطقة كان لها قدسية معينة بدليل ماوجد بها من معابد ومبانى ترجع إلى عصور مختلفة بتبدأ من عصر الدولة الوسطى حتى العصر القبطي.

## أعلام
- نيت إقرت